# Singrauli (Distrikt)
Der Distrikt Singrauli (Hindi सिंगरौली ज़िला) ist ein Distrikt in der historischen Region Baghelkhand im Nordosten des zentralindischen Bundesstaats Madhya Pradesh. Verwaltungszentrum ist die Stadt Waidhan.

## Geografie
Die einzigen Nachbardistrikte in Madhya Pradesh sind der Distrikt Sidhi im Westen und der Distrikt Rewa; ansonsten wird der Distrikt vom Bundesstaat Uttar Pradesh im Norden und Osten und vom Bundesstaat Chhattisgarh im Süden umschlossen.
Der Distrikt Singrauli liegt in den nordöstlichen Ausläufern des Vindhyagebirges. Die durchschnittliche Höhe beträgt zwischen 200 (am Son-Fluss) und 400 m im Hinterland. Die durchschnittliche jährliche Niederschlagsmenge schwankt stark, von der jedoch etwa 90 % während der sommerlichen Monsunzeit fallen. Der Son-River ist der einzige größere Fluss im Norden des Distrikts, im Westen und Süden sind noch der Gopad-River bzw. der Mahan-River von Bedeutung.

## Geschichte
Die abgelegene und ehemals waldreiche Region um Singrauli gehörte 3. und 2. Jahrhundert v. Chr. zum Maurya-Reich und im 4./5. Jahrhundert n. Chr. zum Gupta-Reich, welches später von den Königen der Kalachuri-Dynastie abgelöst wurde. Im Hochmittelalter übernahmen die Gond-Herrscher die Macht; im 14. Jahrhundert wanderten die aus Gujarat stammenden Bagheli-Rajputen zu. Ab 1577 stand das zu Jagdzwecken genutzte Gebiet unter der nominellen Hoheit des Mogul-Reiches. Im 17. und 18. Jahrhundert geriet die Region unter den Einfluss der Marathen; seit der Mitte des 19. Jahrhunderts stand das zum Fürstenstaat Rewa gehörende Gebiet unter britischer Kontrolle. Während dieser Zeit gehörte es zum East District innerhalb des Fürstentums. Nach der Unabhängigkeit Indiens (1947) gehörte die Region zu den Fürstenstaaten der Central Provinces, aus denen in den Jahren 1950 bis 1956 der Bundesstaat Madhya Pradesh hervorging. Der Distrikt Singrauli entstand am 24. Mai 2008 durch Abtrennung vom Distrikt Sidhi; im Jahr 2012 wurden zwei weitere Verwaltungsbezirke (tehsils) geschaffen.

## Bevölkerung

### Einwohnerentwicklung
In den ersten Jahrzehnten des 20. Jahrhunderts wuchs die Bevölkerung relativ schwach. Dies wegen Seuchen, Krankheiten und Hungersnöten. Seit der Unabhängigkeit Indiens hat sich die Bevölkerungszunahme beschleunigt. Seit 1951 war in den jeweils zehn Jahren zwischen den einzelnen Volkszählungen ein sehr starkes Wachstum zu verzeichnen. Während die Bevölkerung in der ersten Hälfte des 20. Jahrhunderts um rund 48 % zunahm, betrug das Wachstum in den fünfzig Jahren zwischen 1961 und 2011 376 %. Die Bevölkerungszunahme zwischen 2001 und 2011 lag bei 28,05 % oder rund 258.000 Menschen. Offizielle Bevölkerungsstatistiken der heutigen Gebiete sind seit 1901 bekannt und veröffentlicht.
| Jahr      | 1901    | 1911    | 1921    | 1931    | 1941    | 1951    | 1961    | 1971    | 1981    | 1991    |
| Einwohner | 134.232 | 156.377 | 134.657 | 154.465 | 181.056 | 198.191 | 247.355 | 336.117 | 458.369 | 663.998 |

### Bedeutende Orte
Im Distrikt gibt es insgesamt nur zwei Orte, die als Städte (towns und census towns) gelten. Deshalb ist der Anteil der städtischen Bevölkerung im Distrikt sehr gering. Denn nur 226.786 der 1.178.273 Einwohner oder 19,25 % leben in städtischen Gebieten. Die größere der beiden Städte ist der Hauptort Singrauli mit 220.257 Einwohnern. Die andere Stadt ist Naudhia mit 6529 Einwohnern:

### Volksgruppen
In Indien teilt man die Bevölkerung in die drei Kategorien general population, scheduled castes und scheduled tribes ein. Die scheduled castes (anerkannte Kasten) mit (2011) 150.664 Menschen (12,79 Prozent der Bevölkerung) werden heutzutage Dalit genannt (früher auch abschätzig Unberührbare betitelt). Die scheduled tribes sind die anerkannten Stammesgemeinschaften mit (2011) 383.994 Menschen (32,59 Prozent der Bevölkerung), die sich selber als Adivasi bezeichnen. Zu ihnen gehören in Madhya Pradesh 46 Volksgruppen. Mehr als 5000 Angehörige zählen die Gond (193.050 Personen oder 16,38 % der Distriktsbevölkerung), Kol (61.184 Personen oder 5,19 % der Distriktsbevölkerung), Baiga (45.142 Personen oder 3,83 % der Distriktsbevölkerung), Panika (36.210 Personen oder 3,07 % der Distriktsbevölkerung), Khairwar (18.360 Personen oder 1,56 % der Distriktsbevölkerung), Agariya (12.951 Personen oder 1,10 % der Distriktsbevölkerung) und Biar (9965 Personen oder 0,85 % der Distriktsbevölkerung).

## Verwaltungsgliederung
Der Distrikt Singrauli ist in fünf Verwaltungsbezirke (Tehsils oder Subdivisions) unterteilt: Singrauli, Deosar, Chitrangi, Mada und Sarai. Er besteht aus vier Städten und 727 bewohnten Dörfern mit vier Stadt- und 316 Dorfverwaltungen.

## Wirtschaft

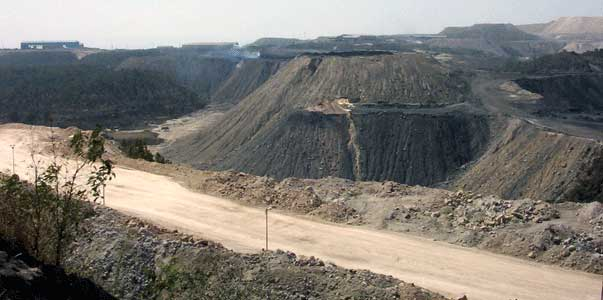
Kohleminen bei Singrauli

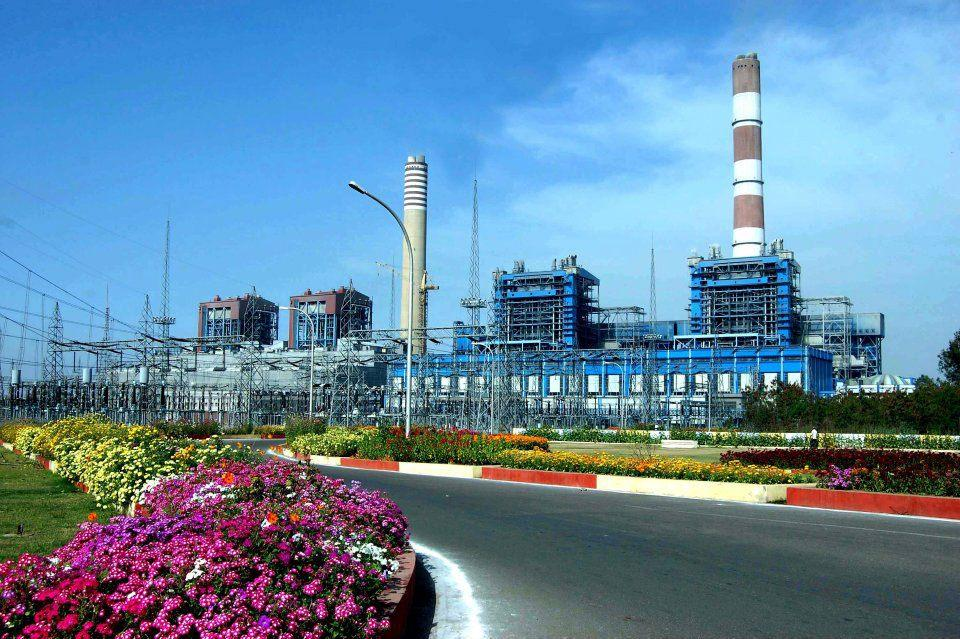
Kohlekraftwerk bei Deosar

Der größte Teil des Distrikt Singrauli ist immer noch in hohem Maße landwirtschaftlich geprägt; in der Umgebung der Großstadt Singrauli gibt es allerdings große Kohlevorkommen, die seit den 1960er Jahren im Tagebau ausgebeutet und in thermischen Kraftwerken in Elektrizität umgewandelt werden. Weitere Unternehmen (z. B. Aluminiumwerke) sind geplant. Ein kleiner Teil der Rihand-Talsperre liegt auf dem Gebiet des Distrikts Singrauli.
In der Landwirtschaft werden hauptsächlich Reis, Weizen, Gerste, Urdbohnen, Straucherbsen, Sojabohnen, Sorghumhirse und Mais angebaut. Hinzu kommt die Tierhaltung mit hunderttausenden von Tieren (meist Rinder, Büffel, Ziegen, Geflügel und Schafe).

## Verkehr
Nur acht Orte haben einen Bahnanschluss. Die wichtigsten überregionalen Straßenverbindungen sind der National Highway 39 (West-Ost) und der National Highway 135C (Nord-Süd).

## Sehenswürdigkeiten
Im gesamten Distrikt Singrauli gibt es nur wenige Plätze von kulturhistorischer Bedeutung – dazu gehören einige Felsüberhänge mit Malereien bei Chitrangi sowie die Felshöhlen bei Mada. Die meisten Hindu-Tempel sind neueren Datums. Von touristischem Interesse ist lediglich der Sanjay Dubri National Park, der sich in Teilen im Süden des Distrikts erstreckt.